# Apiotarsoides semialatus
Apiotarsoides semialatus är en insektsart som beskrevs av Lucien Chopard 1931. Apiotarsoides semialatus ingår i släktet Apiotarsoides och familjen syrsor. Inga underarter finns listade i Catalogue of Life.